# Paraidemona
Paraidemona es un género de saltamontes de la subfamilia Melanoplinae, familia Acrididae, y está asignado a la tribu Dactylotini. Este género se distribuye en México y Estados Unidos.

## Especies
Las siguientes especies pertenecen al género Paraidemona:
- Paraidemona cohni Fontana & Buzzetti, 2007
- Paraidemona fratercula Hebard, 1918
- Paraidemona latifurcula Hebard, 1918
- Paraidemona mimica Scudder, 1897
- Paraidemona nudus Scudder, 1878
- Paraidemona nuttingi Yin & Smith, 1989
- Paraidemona olsoni Yin & Smith, 1989
- Paraidemona punctata (Stål, 1878)
- Paraidemona ruvalcabae Buzzetti, Barrientos Lozano & Fontana, 2010
- Paraidemona torquei Otte, 2019
- Paraidemona wakare Otte, 2019
- Paraidemona wasape Otte, 2019